# Alfred Guillou
Pour les articles homonymes, voir Guillou.
Alfred Guillou (né le 12 septembre 1844 à Concarneau, où il est mort le 22 mars 1926) est un peintre français.

## Biographie

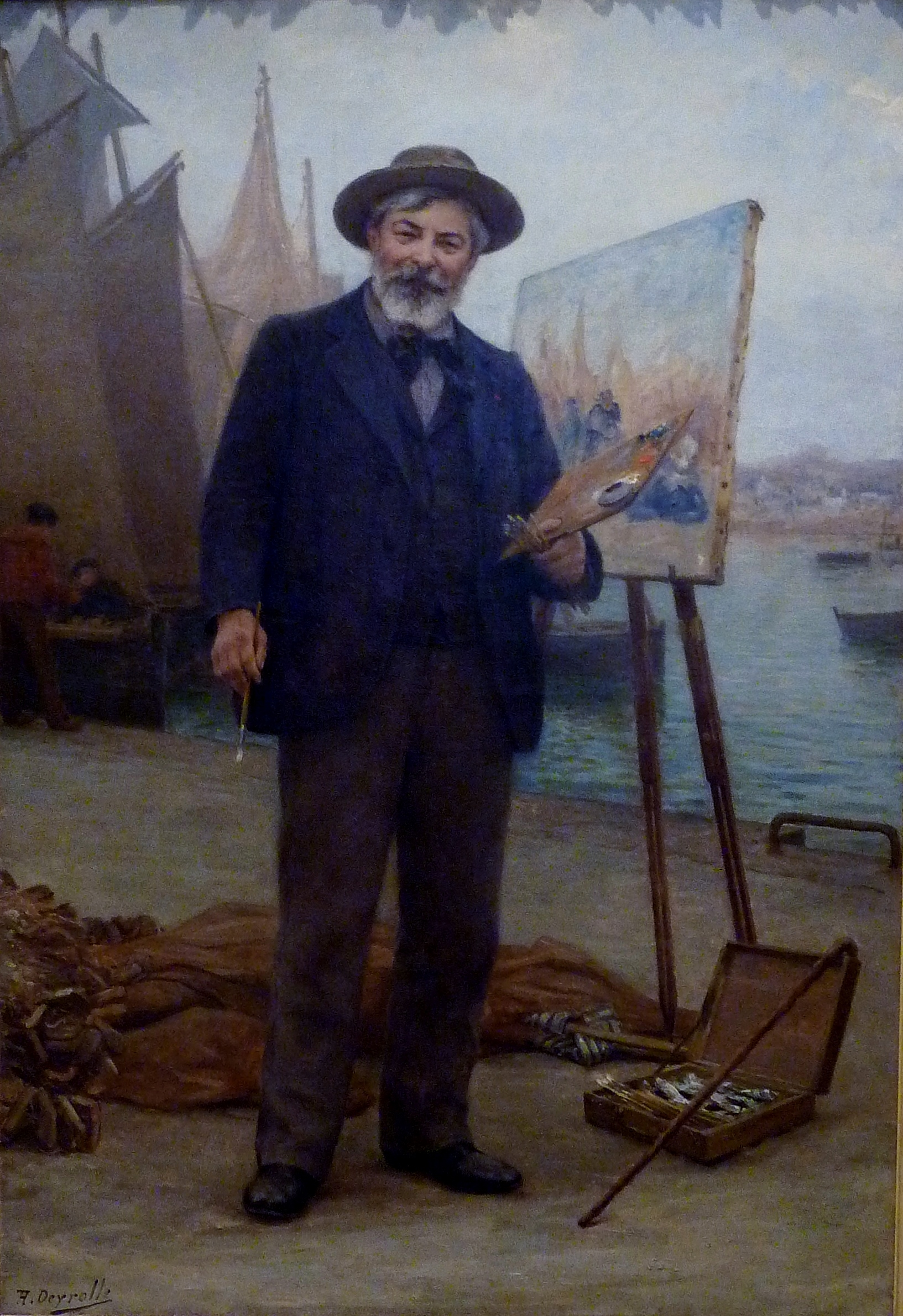
Théophile Deyrolle : Portrait du peintre Alfred Guillou (1901), collection privée.

Alfred Guillou reçoit ses premières leçons de dessin du lithographe Théodore Lemonnier qu'il rencontre à Concarneau en 1860. Sur ses conseils il s'installe à Paris en 1862, où il fréquente quelque temps l'Académie Suisse et poursuit sa formation avec Alexandre Cabanel. C'est là qu'il fait la connaissance de Jules Bastien-Lepage, Fernand Cormon et Théophile Deyrolle.
Il débute au Salon de 1868 avec son Jeune Pêcheur breton, puis retourne dans sa ville natale. D'inspiration naturaliste, ses sujets de prédilection sont empruntés à la vie quotidienne du port de pêche souvent traités sur de grands formats, comme Les Sardinières de Concarneau (1896, musée des Beaux-Arts de Quimper), ou encore le Débarquement du thon à Concarneau (1902, musée d'Art et d'Histoire de Saint-Brieuc). 
Avec son ami Théophile Deyrolle qui épousera sa sœur Suzanne, Alfred Guillou est à l'origine d'une colonie d'artistes établie à Concarneau. Comme celle établie à Pont-Aven, elle exercera une influence sur de nombreux artistes pour qui les mœurs et les traditions séculaires du peuple breton représentent à leurs yeux une forme de primitivisme : Léon Joubert, François-Alfred Delobbe, Antonin Mercié, mais aussi Jules Bastien-Lepage, Pascal Dagnan-Bouveret, etc.
« Chef de file du groupe de Concarneau, Guillou couche sur ses toiles des scènes de vie quotidienne et séduit par l'authenticité et le réalisme de son trait. »

## Collections publiques
- Morlaix, musée des Beaux-Arts : La Ramasseuse de goémon, 1899, huile sur toile.
- Quimper, musée des Beaux-Arts :
  - Arrivée du pardon de sainte Anne de Fouesnant à Concarneau, 1887, huile sur toile ;
  - À l'abri de la Tempête ou Entre marins, vers 1890, huile sur toile ;
  - Adieu!, 1892, huile sur toile ;
  - Les Sardinières de Concarneau, 1896, huile sur toile ;
  - Le port de Concarneau, vers 1890, huile sur toile.
- Saint-Brieuc, musée d'Art et d'Histoire : 
  - Débarquement du thon à Concarneau, 1902, huile sur toile ;
  - Procession devant la ville close, huile sur toile ;
  - Femmes de pêcheurs de Pont-Aven, huile sur toile.

Œuvres d'Alfred Guillou
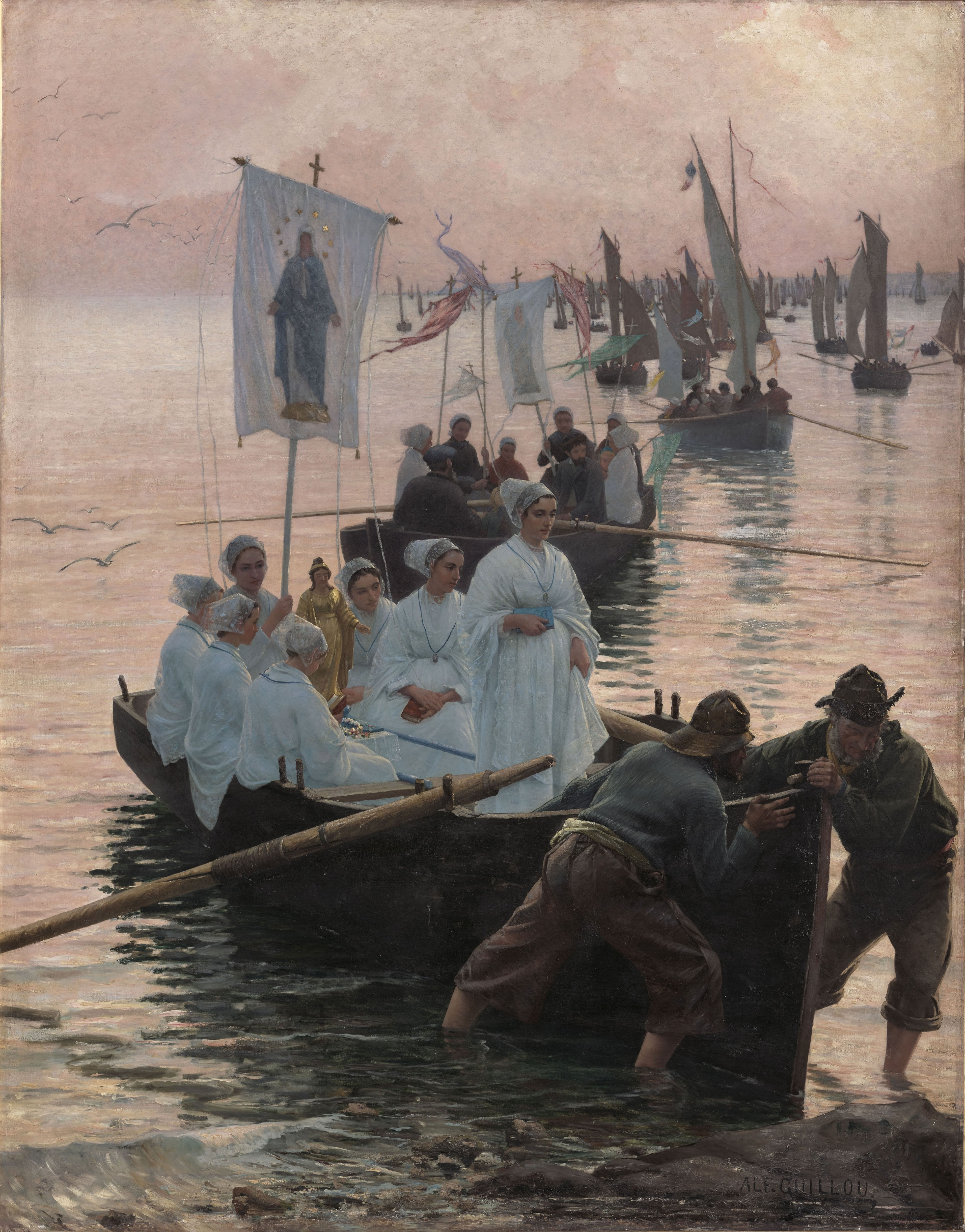
Arrivée du pardon de sainte Anne de Fouesnant à Concarneau (1887), musée des Beaux-Arts de Quimper.
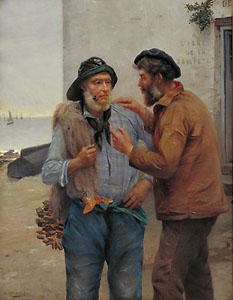
À l'abri de la tempête ou Entre marins (vers 1890), musée des Beaux-Arts de Quimper.
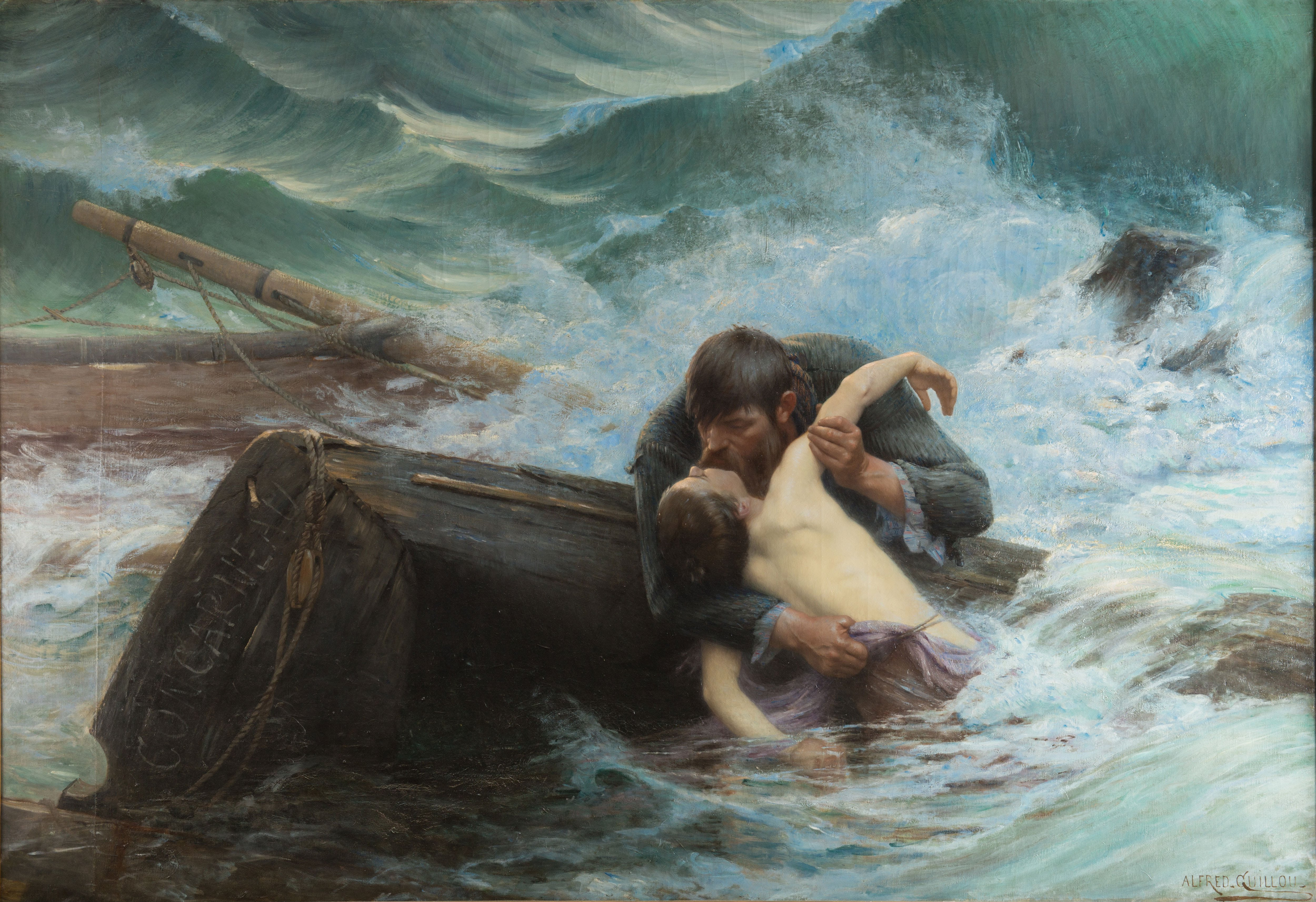
Adieu! (1892), musée des Beaux-Arts de Quimper.
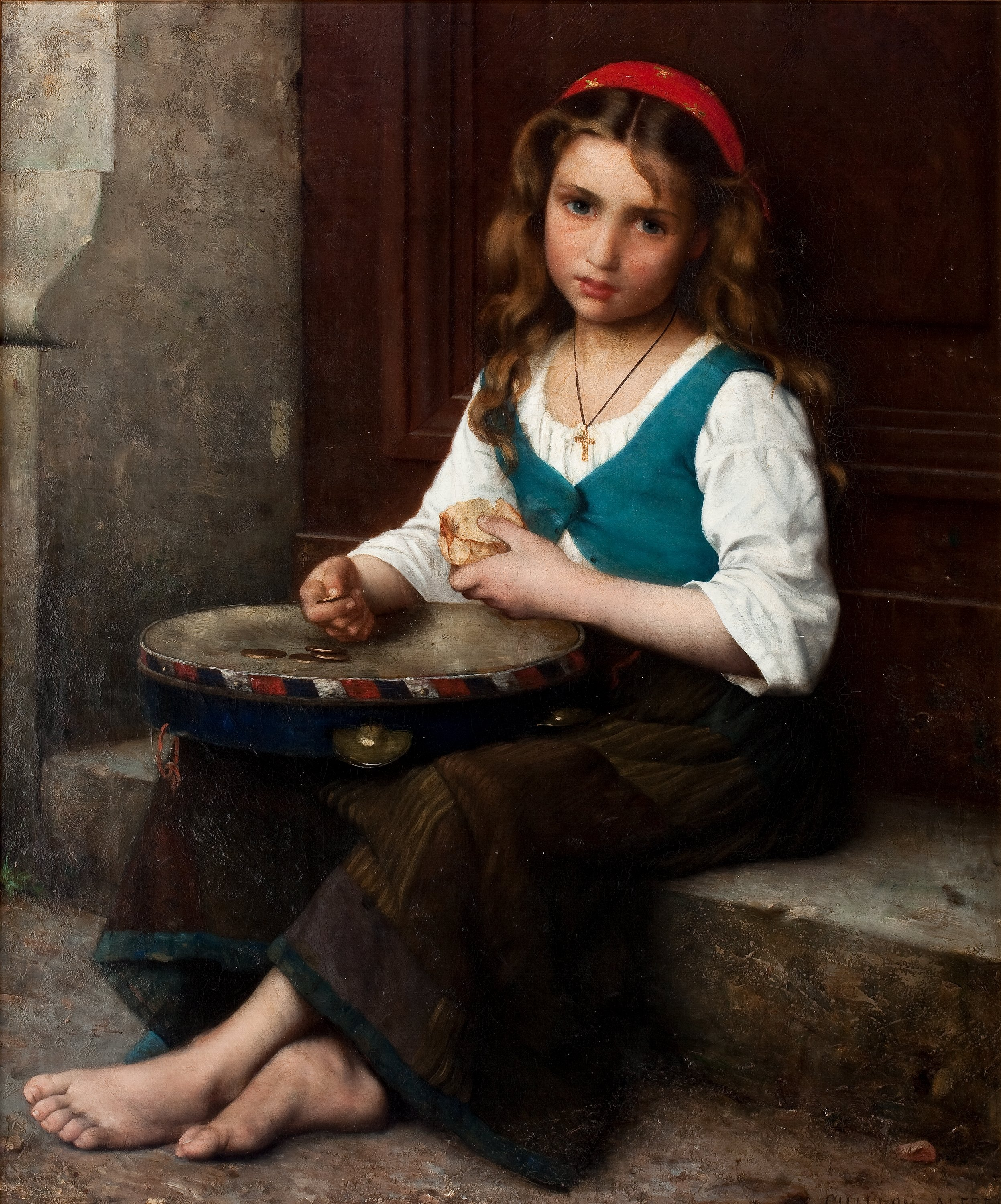
Alfred Guillou : Jeune Paysanne (1892), localisation inconnue.
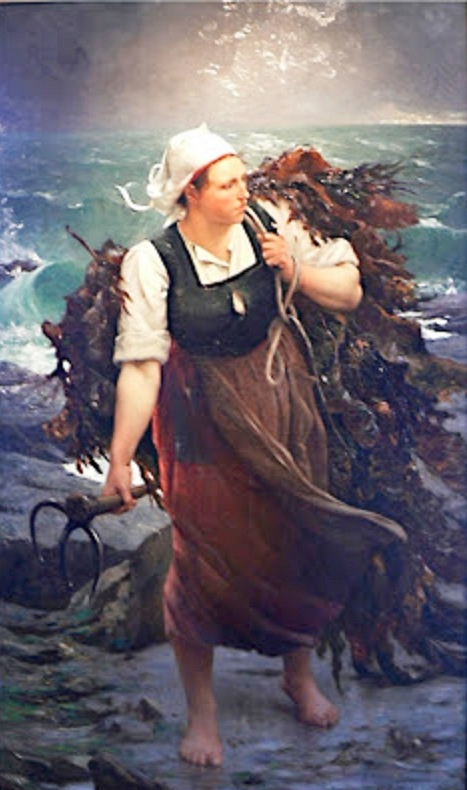
Alfred Guillou : La ramasseuse de goémon (1899), musée des Beaux-Arts de Morlaix.
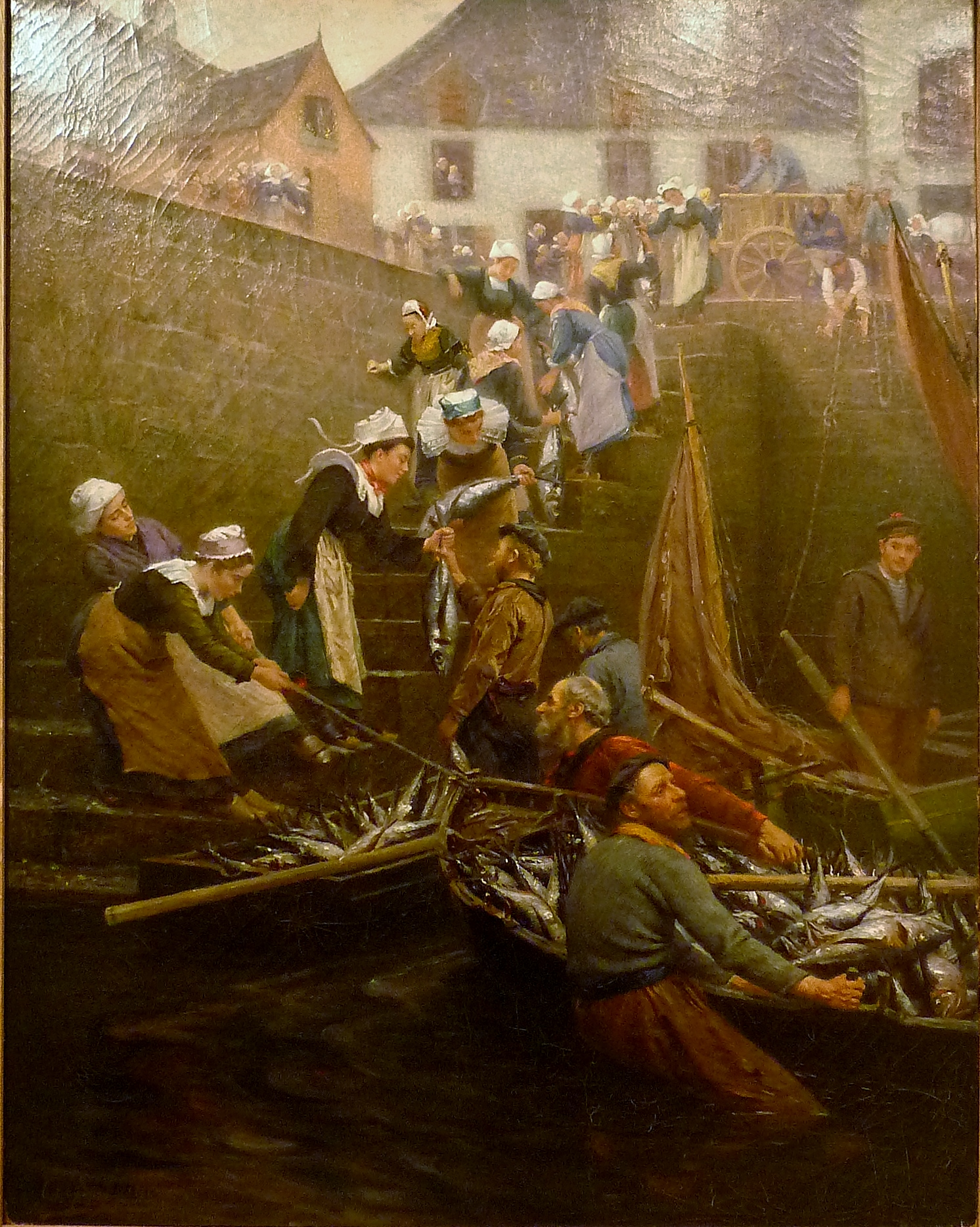
Alfred Guillou : Débarquement du thon à Concarneau (avant 1906), musée d'Art et d'Histoire de Saint-Brieuc.
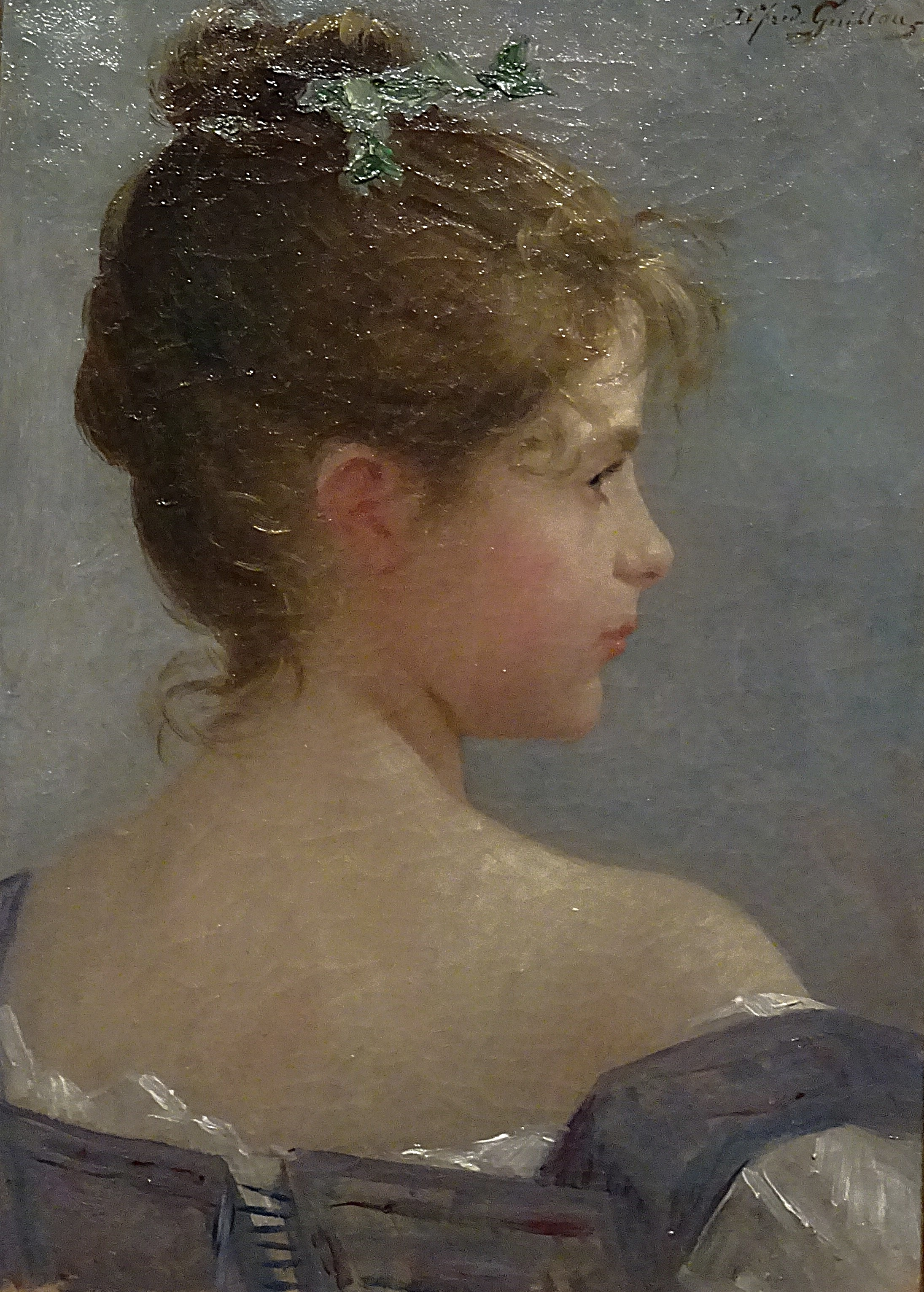
Alfred Guillou ː Portrait de Madame Robin (non daté, huile sur panneau, Ville de Concarneau).